# Emily Osment
Emily Jordan Osment (Los Angeles, Kalifornija, SAD, 10. ožujka 1992.), američka je glumica, pjevačica i tekstopisac. 
Nakon što je u djetinjstvu nastupala u nekoliko televizijskih filmova, slavu je stekla ulogom Gerti Giggles u filmovima Spy Kids 2: Otok izgubljenih snova i Spy Kids 3D: Završna igra, za koju je i primila nekoliko nagrada i nominacija. Nakon toga nastupila je u Disneyjevoj seriji Hannah Montana koja je bila nominirana za Emmy, a glumila je lik Lilly Truscott, koju je ponovila u igranom filmu Hannah Montana: The Movie. Također je nastupila kao Cassie u R. L. Stineovom The Haunting Hour Volume One: Don't Think About It, u Disneyjevom filmu Dadnapped kao Melissa Morrisi te u filmu kuće ABC Cyberbully kao Taylor Hillridge.